# Irbesartan
Irbesartan ou irbesartana, também conhecido pelo nome comercial Aprovel, é um medicamento do tipo antagonista do receptor da angiotensina. Sua principal indicação é para tratamento de hipertensão arterial.

## Estrutura
|  | Estrutura molecular do Irbesartan |